# Vocazione di san Matteo
La Vocazione di san Matteo è un dipinto realizzato tra il 1599 ed il 1600 dal pittore italiano Michelangelo Merisi detto Caravaggio, ispirato all'episodio raccontato in Matteo 9,9-13. Si trova nella Cappella Contarelli, nella chiesa di San Luigi dei Francesi a Roma.

## Storia
La commissione del dipinto si deve al cardinale Matteo Contarelli, il quale, intorno al 1590, aveva lasciato fondi e istruzioni specifiche nel suo testamento per la decorazione di una cappella dedicata al suo omonimo San Matteo. Essa fu costruita nella chiesa di San Luigi dei Francesi, con una cupola affrescata dall'artista tardomanierista Giuseppe Cesari, ex maestro di Caravaggio e uno dei pittori più popolari di Roma, protetto dal Papa e dai Contarelli. Nel frattempo il cardinale Francesco Del Monte, mecenate di Caravaggio e prefetto della Fabbrica di San Pietro, intervenne per dare a Caravaggio la sua prima grande commissione romana. L'artista lombardo elaborò pertanto una pala d'altare avente per soggetto San Matteo ispirato da un angelo nella scrittura del Vangelo: sebbene si pensi erroneamente che quest'opera, oggi perduta, sia stata rifiutata dalla Chiesa per il suo carattere scandaloso, essa fu probabilmente realizzata col solo intento di ottenere l'incarico. In effetti la commissione, datata luglio 1599, prevedeva la realizzazione di sole due tele per le pareti laterali della cappella; il pagamento fu elargito esattamente un anno dopo, segno che entrambe le tele erano state completate.
I soggetti scelti dal Caravaggio furono la Vocazione e il Martirio di san Matteo. L'artista lavorò in contemporanea alle due tele, ma i critici sono concordi nel ritenere che, se il Martirio fu il primo a essere iniziato, la Vocazione fu il primo a essere completato. Si trattava delle prime opere di Caravaggio ad avere dimensioni monumentali, e più figure umane rappresentate contemporaneamente.
I dipinti riscossero un subitaneo successo, spingendo i Contarelli a commissionare una terza tela avente lo stesso soggetto della pala di prova, destinata alla parete di fondo. Caravaggio decise tuttavia di non riprendere le innovazioni che aveva sperimentato nella prima versione, e di attenersi a un'iconografia più tradizionale. Le tre tele sono a tutt'oggi esposte nella Cappella Contarelli.

## Descrizione
Il dipinto è suddiviso in due piani orizzontali, grossomodo corrispondenti alle due metà della tela; quello più alto è occupato da un muro immerso nell'oscurità, sul quale si apre una finestra; in basso è raffigurato il momento evangelico 2,14 in cui Cristo, accompagnato da San Pietro, chiama Levi (poi rinominato Matteo), un esattore delle tasse, a essere suo discepolo. Questi siede a un tavolo assieme ad altri personaggi, probabilmente altri pubblicani, intenti a contare del denaro. Il gesto di Cristo causa una diversa reazione in ciascuno dei presenti, le cui espressioni denotano di volta in volta stupore, fastidio, diffidenza; san Matteo è identificato nell'uomo anziano e barbuto seduto dirimpetto allo spettatore, che punta il dito contro sé stesso quasi a chiedere «State davvero chiamando me?». Parte della critica tende invece a identificare Matteo nel giovane seduto a capotavola, che sèguita a contare e rimane del tutto indifferente alla chiamata; questa ipotesi è tuttavia ritenuta improbabile, anche perché l'uomo anziano presenta caratteristiche fisiognomiche sovrapponibili al soggetto rappresentato nelle altre due tele, rendendole di fatto un piccolo ciclo.
L'opera è nota per essere la prima in cui Caravaggio fa un uso ragionato della luce, caratteristica che diventerà distintiva della sua pittura. La scena è infatti immersa nella penombra: l'unica fonte di illuminazione è una lama di luce che proviene dall'angolo in alto a destra, la cui origine si trova all'esterno del riquadro. Essa ha una doppia funzione, una pratica e l'altra simbolica: serve infatti a far emergere le figure e conferire loro realismo, ma anche a rappresentare visivamente l'intervento salvifico della Provvidenza: la luce segue infatti il gesto di Cristo, colpendo in pieno Matteo.
San Matteo e il gruppo di persone che siedono con lui veste alla moda di fine XVI - inizi XVII secolo, a differenza di Gesù e di San Pietro. Anche questo espediente diventerà una costante nei lavori di Caravaggio: rappresenta la potenza del messaggio cristiano, capace di trascendere i secoli. Il fatto stesso che la scena si svolga in un ambiente chiuso, simile alle bettole che l'artista frequentava (molto comuni a fine '500), dimostra il carattere atemporale dell'opera.
La scansione radiografica dell'opera ha mostrato che in origine non era presente la figura di san Pietro, aggiunta successivamente..